# Dora Menzler
Dora Menzler född 19 oktober 1874 i Jever, död 10 september 1951 i Wustrow, var en tysk gymnastiklärare och  författare.

## Biografi
År 1906 tog hon gymnastiklärarexamen i Kiel och grundade 1908 en skola för utbildning av gymnastiklärare i Leipzig. År 1919 köpte hon ett hus med en stor trädgård i Wustrow, där från 1920 höll sommarkurser. År 1931 flyttade skolan från Leipzig till Hellerau, men 1933 överlämnade hon skolledningen till Hildegard Marsmann. Hon fruktade för en stängning av skolan eftersom hon hade judiskt påbrå. Hon flyttade till Wustrow och sedan Dresden. Efter kriget öppnades skolan under namnet "Menzler-Marsmann-Schule", men den stängdes permanent i juli 1951, två månader före hennes död.
Dora Menzler var, vid sidan av Bess Mensendieck, en ledande representant för tidens kvinnliga gymnastik. Hon ville, liksom exempelvis Hertha Feist, upplösa gränsen mellan dans och gymnastik. Men även om dansen eller gymnastiken, som ofta utfördes i nakenhet, aldrig skedde offentligt, så förekom det ofta att man lät sig avfotograferas och publicerade bilderna. Dora Menzler samarbetade då med fotografen Selma Genthe.
Dora Menzler var påverkad av sin tids kropps- och hälsotänkande, särskilt Bess Mensendiecks system för god kroppshållning. Men hon intog ett bredare perspektiv, och förhöll sig friare till Mensendiecks krav på nakenhet. Hennes metod omfattade gymnastik med inslag av dansrörelser som kan påminna om senare tiders Pilates, Aerobics och fitness, med målet skönhet, god kroppshållning, friskvård, välbefinnande och glädje.

## Fotnoter
1. ↑  ”Journal of Sport History 18, 1991, 1, s. 135 - 158.”. Arkiverad från originalet den 12 september 2016. https://web.archive.org/web/20160912144829/http://library.la84.org/SportsLibrary/JSH/JSH1991/JSH1801/jsh1801i.pdf. Läst 26 juli 2016.
2. ↑  Lobeck, Christine: Wer war Dora Menzler? In: Mitteilungen für Hellerau, Juni 1997
3. ↑  Alexandra Kolb: Performing Femininity: Dance and Literature in German Modernism, Bern, 2009, sid. 205.
4. ↑  ”Menzler thought too much nakedness could dissipate the physical vitality that feminist body culture sought to cultivate” Karl Toepfer, ’’Empire of Ecstasy: Nudity and Movement in German Body Culture, 1910-1935’’, University of California Press,  1997.